# Adampol (gromada)
Adampol – dawna gromada, czyli najmniejsza jednostka podziału terytorialnego Polskiej Rzeczypospolitej Ludowej w latach 1954–1972.
Gromady, z gromadzkimi radami narodowymi (GRN) jako organami władzy najniższego stopnia na wsi, funkcjonowały od reformy reorganizującej administrację wiejską przeprowadzonej jesienią 1954 do momentu ich zniesienia z dniem 1 stycznia 1973, tym samym wypierając organizację gminną w latach 1954–1972.
Gromadę Adampol z siedzibą GRN w Adampolu (obecnie jest to dzielnica miasta Świdnika) utworzono – jako jedną z 8759 gromad na obszarze Polski – w powiecie lubelskim w woj. lubelskim na mocy uchwały nr 12 WRN w Lublinie z dnia 5 października 1954. W skład jednostki weszły obszary dotychczasowych gromad Adampol i Krępiec kol. oraz części obszarów dotychczasowych gromad Krępiec, Krępiec Nowy, Franciszków i Kazimierówka ze zniesionej gminy Mełgiew, ponadto część obszaru dotychczasowej gromady Kalinówka (położona na północ od drogi Lublin-Piaski) ze zniesionej gminy Zemborzyce oraz części obszarów dotychczasowych gromad Świdnik Duży, Świdnik Mały kol. i Biskupie wieś (położone na południe od drogi bitej Lublin-Mełgiew) ze zniesionej gminy Wólka w tymże powiecie.
13 listopada 1954, po pięciu tygodniach, gromadę Adampol zniesiono w związku z nadaniem jej statusu miasta i przekształceniem w miasto Świdnik w tymże powiecie, dla którego ustalono 40 członków miejskiej rady narodowej.
Od 1999 gmina Świdnik jest gminą miejską w powiecie świdnickim w woj. lubelskim.